# Ghiacciaio Banari
Il ghiacciaio Banari è un ghiacciaio lungo circa 1,8 km e largo circa 1,1, situato sull'isola Clarence, nelle isole Shetland Meridionali, un arcipelago antartico situato poco a nord della Penisola Antartica. Il ghiacciaio si trova in particolare sulla costa nord-orientale dell'isola, poco a nord del ghiacciaio Orcho, dove fluisce verso nord est a partire dal versante nord-orientale della cresta Ravelin fino a entrare nella cala Smith.

## Storia
In seguito alla spedizione Tangra 2004/05, il ghiacciaio Banari è stato così battezzato nel 2005 dalla commissione bulgara per i toponimi antartici in onore del villaggio di Banari, nella Bulgaria settentrionale.